# Красноглиньє
Красногли́ньє (рос. Красноглинье) — село у складі Омутнінського району Кіровської області, Росія. Входить до складу Вятського сільського поселення.
Населення становить 2 особи (2010, 10 у 2002).
Національний склад станом на 2002 рік — росіяни 100 %.